# セント・パトリック教区 (ドミニカ国)
セント・パトリック教区（英語: Saint Patrick Parish）は、ドミニカ国の行政教区。島の南東部に位置する。面積は87.5平方キロメートル、人口は7,361人（2011年国勢調査）。どちらも国内では4番目の規模を誇る。
北から時計回りに、セント・デイヴィッド教区、セント・マーク教区、セント・ルーク教区、セント・ジョージ教区と接する。ただしセント・マーク教区およびセント・ルーク教区と接続する道路はないため、両者と直接移動することはできない。
最大の都市は南海岸のグランド湾に面しているベレクア。他に東海岸のラ・プレーヌがある。

## 主要都市
セント・パトリック教会はベレクアに所在しているが、教区の行政中心地は存在しない。
- バガテル（ドイツ語版） (Bagatelle)
- ベレクア (Berekua) - 別名はグランド・ベイ (Grand Bay)
- ボエティカ（ドイツ語版） (Boetica)
- デリッシュ（英語版） (Delices)
- フォン・サン・ジャン（ドイツ語版） (Fond St. Jean)
- ラ・プレーヌ（英語版） (La Plaine)
- プティト・サヴァンナ（英語版） (Petite Savanne)
- ピシェリン（ドイツ語版） (Pichelin)